# Greco (Milano)
Greco (Grech in dialetto locale, AFI : [ˈɡreːk]) è un quartiere  di Milano posto nell'area nord-orientale della città, e appartenente al Municipio 2 e al NIL n. 13 "Greco - Segnano". 

## Storia

### Origini romane
Una suggestiva ipotesi ricondurrebbe il nome a uno stanziamento di greci ai tempi di Giulio Cesare, attestato da fonti antiche. Un'altra ipotesi tende a derivare il toponimo dalla collocazione del quartiere a nord-est, ovvero da dove spira il grecale, rispetto a Milano. Tuttavia secondo l'etimologia più accreditata il toponimo trae origine del nome dalla famiglia Greco, vassalla del monastero di san Simpliciano ed attestata sino dal 1147.

### Comune autonomo

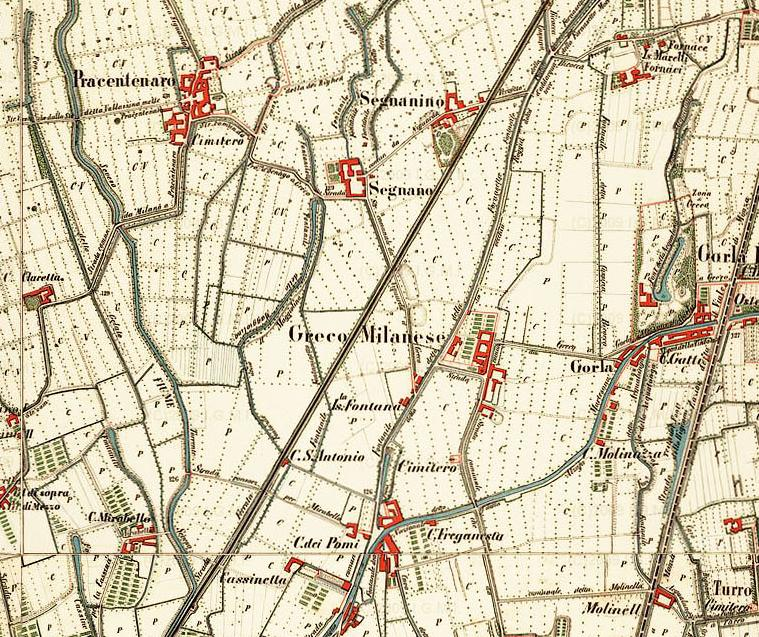
Il nucleo storico di Greco (indicato come Greco Milanese), con le relative frazioni che lo circondano, nella Carta di Manovra dell'IGM del 1878

Anticamente comune autonomo di origine medievale (Greco Milanese), su volere dell'imperatrice Maria Teresa divenne frazione di Segnano nel 1753, seguendone le sorti. Nel 1863 il comune di Segnano mutò nome in Greco Milanese, con Greco come capoluogo. Nel 1902, approvando una convenzione, l'amministrazione comunale grechese cedette alle pressioni di quella milanese per una revisione di confine a favore del capoluogo, che poté così completare la costruzione della circonvallazione prevista dal piano Beruto come nuovo limite della città. Tra le aree cedute rientrarono piazzale Loreto e la zona della futura stazione Centrale. Le modifiche divennero ufficializzate nella "Legge 9 giugno 1904, N. 248. - Che rettifica i confini tra i comuni di Milano e di Greco Milanese" in G.U. N.148 del 24 giugno 1904. 

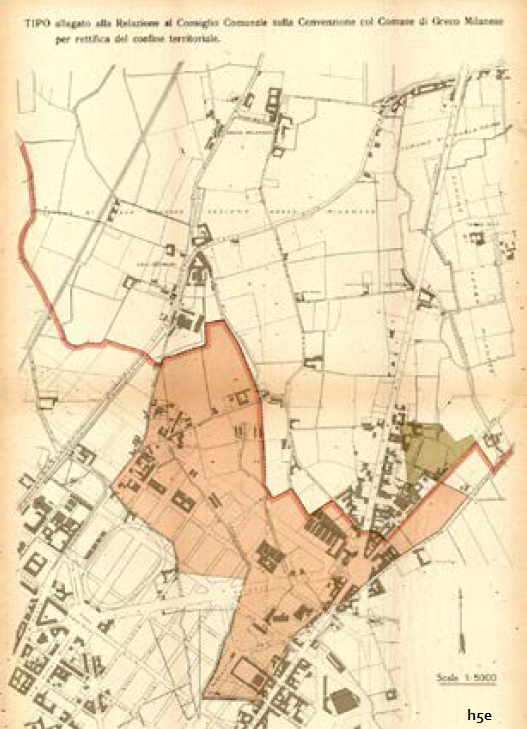
La revisione dei confini tra il Comune di Greco Milanese con Pratocentenaro e il Comune di Milano. In rosso l'area passata a Milano nel 1904.

Assieme ad altri dieci altri comuni della periferia milanese anche Greco, che in sessant'anni dall'unità d'Italia aveva visto decuplicare la propria popolazione, passata da duemila a ventimila abitanti, fu annesso definitivamente a Milano nel 1923.

### Sviluppi immobiliari
La stazione di Greco Pirelli porta questo nome perché all'epoca della costruzione, avvenuta nel 1914, si trovava nel territorio comunale di Greco presso le fabbriche Pirelli, dove oggi sorge, in prossimità dei limiti del quartiere di Segnano, il nuovo quartiere Bicocca e il relativo ateneo.

## Società

### Istituzioni, enti e associazioni
Nel centro del quartiere di Greco si trova il Refettorio ambrosiano, un luogo aperto in occasione di Expo Milano per fornire assistenza alimentare a persone in difficoltà.

## Cultura
ll quartiere di Greco è il luogo di origine del celebre cantautore Adriano Celentano, che vi nacque il 6 gennaio 1938 e vi trascorse i propri anni giovanili, precisamente in via Cristoforo Gluck; a tali luoghi Celentano dedicò uno dei suoi brani musicali più famosi, Il ragazzo della via Gluck, del 1966.

### Cinema
Greco è stata set cinematografico e televisivo per alcune produzioni:
- In Miracolo a Milano (1951), di Vittorio De Sica, la scena del funerale di Lolotta è stata girata da via Melchiorre Gioia, all'altezza dei civici 135-139, con vista sull'altro lato della strada dove si riconosce il naviglio della Martesana ancora scoperto, il retro dell'antico edificio il cui ingresso è sito in via Edolo 39 e, verso Milano, i civici di via Melchiorre Gioia, dal 130 al 116;
- Vicino ai ponti della ferrovia sono state girate alcune sequenze dei film Romanzo popolare (1974), Milano odia: la polizia non può sparare (1974), La piovra 3 (1987) e Sotto il vestito niente 2 (1988);
- È stato il set di uno spot della compagnia per l'energia elettrica Enel
- Presso la chiesa parrocchiale di San Martino in Greco sono state girate alcune scene del telefilm Don Tonino e della sit-com Benedetti dal Signore.

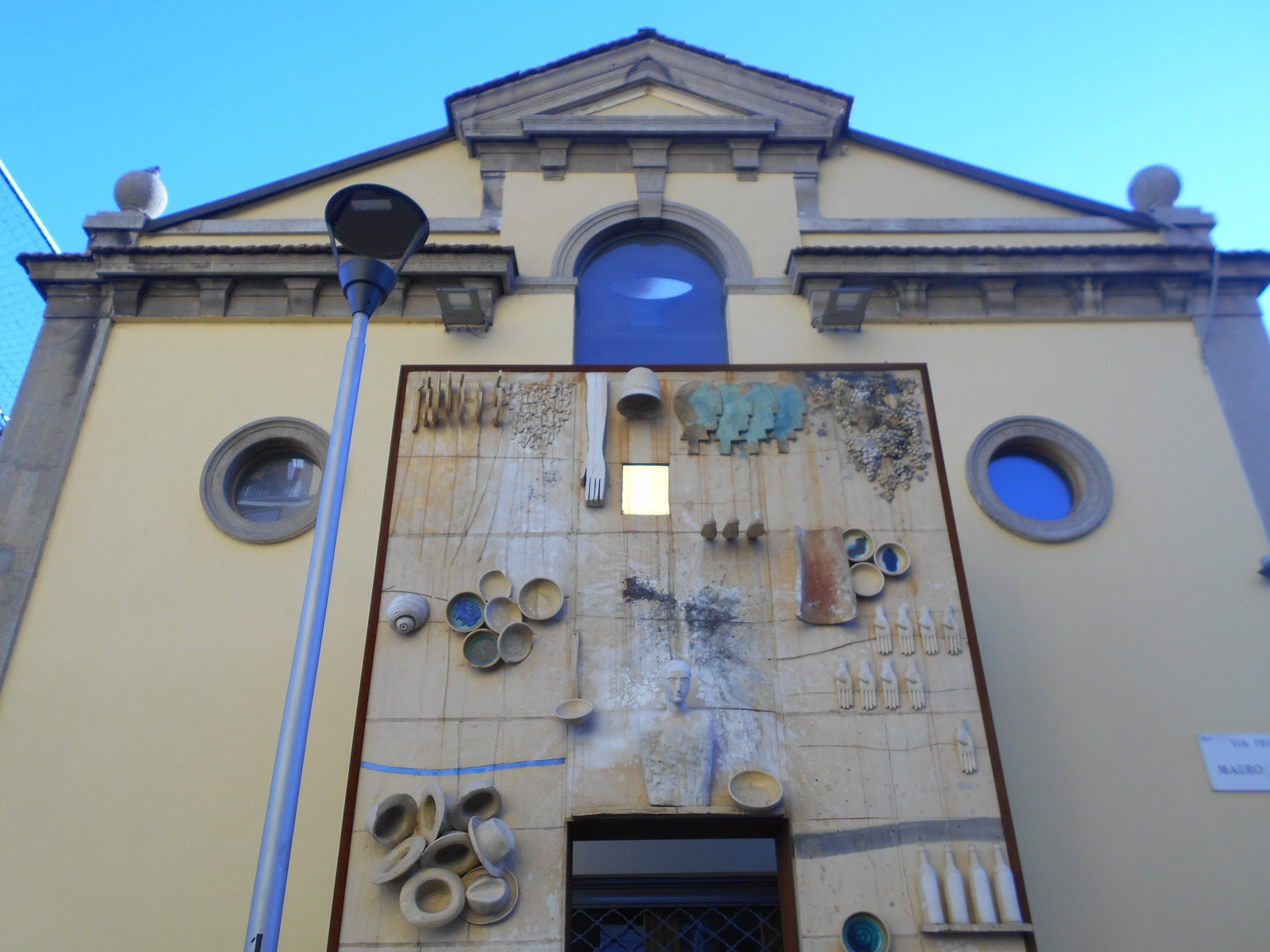
Il portale di Mimmo Paladino davanti al Refettorio ambrosiano

### Citazione ne I Promessi Sposi
Nel capitolo 33, che descrive il ritorno di Renzo nella Milano colpita dalla peste, alla ricerca di Lucia, Renzo arriva di sera a Greco, dopo esser passato per Monza, e vi passerà la notte al riparo sotto un portico di una cascina sopra un mucchio di fieno raccolto, la Cascina Conti (detta la "curt dei Pures") oggetto di una recente ristrutturazione e sita in via Carlo Conti. Da qui la mattina muoverà per Milano.

## Geografia antropica

### Altre località

#### Cassina de' Pomm (Edificio originale non più esistente*)

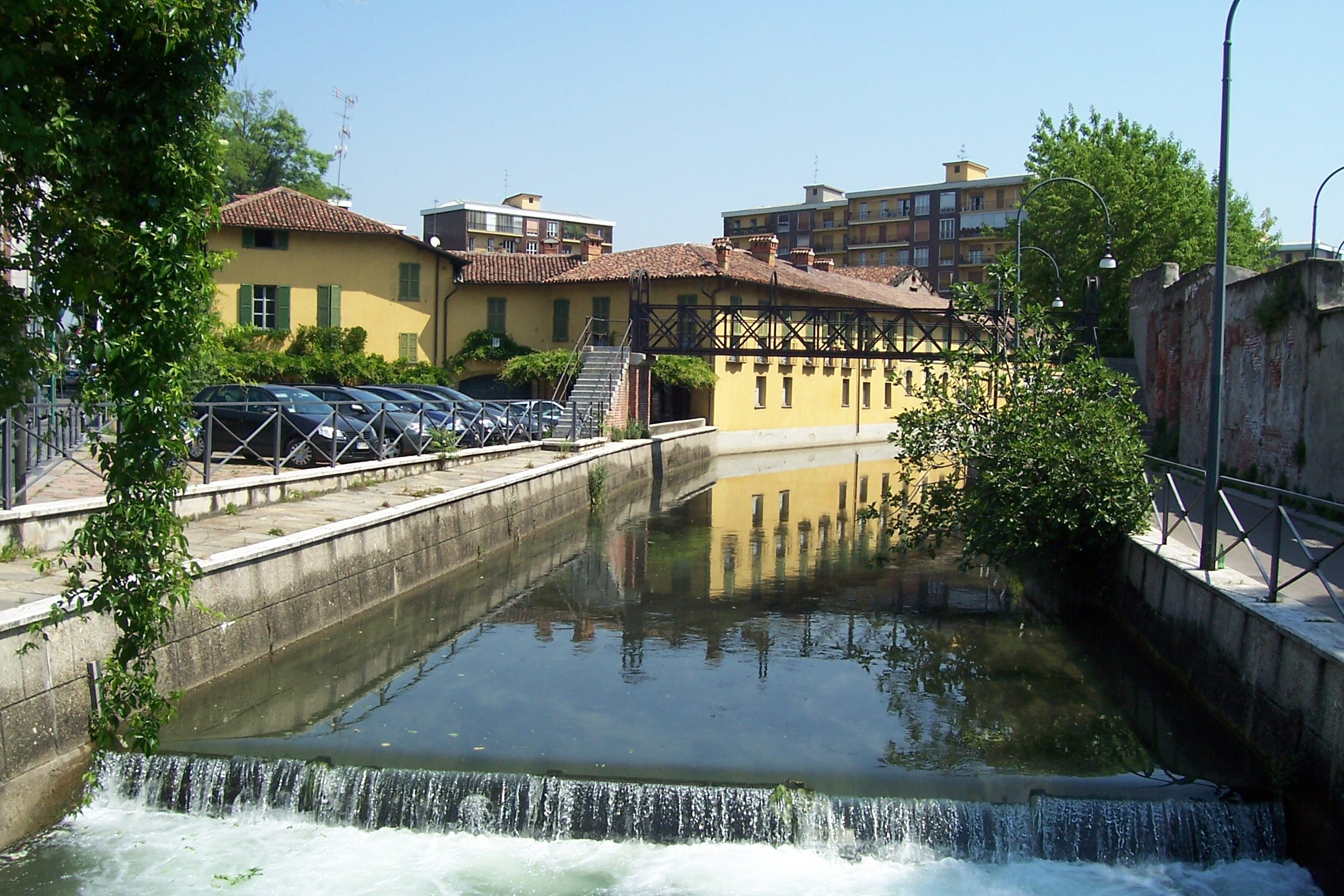
La cassina de' Pomm nel 2010

Cassina de' Pomm (AFI: [kaˈsiːna de ˈpɔm], cascina delle mele in lingua italiana) è un quartiere  compreso all'interno di Greco, che si sviluppa a sud di questo. Prende il nome dall'omonima cascina, situata in via Melchiorre Gioia, lungo il Naviglio della Martesana, che risale al XV secolo. La cassina de' Pomm faceva parte di un articolato sistema di terreni destinato alla coltivazione di frutteti di mele (da cui deriva il nome della cascina) che fu voluto da Francesco Sforza nel XV secolo. Realizzata nel XV secolo contestualmente alla piantumazione dei frutteti di mele, ampliata nel XVI secolo con la costruzione dell'ala padronale e restaurata nel corso XVIII secolo con la trasformazione in albergo, è tra le più antiche cascine rimaste intatte della città .
Errata Corrige: la denominazione corretta è "Cascina de' Pomi" così chiamata perché di proprietà della famiglia "Pomi" (cognome quasi scomparso, ma ancora presente in poche unità nel milanese e in Brianza) da ciò Cascina de' (dei) Pomi. 
*L'originale Cascina de' Pomi non esiste più, quella attualmente chiamata così era la locanda/trattoria/cambio cavalli che le stava davanti. La vera Cascina de' Pomi cadde in disuso fra le due guerre mondiali e fu in seguito abbattuta per costruire la Chiesa di Santa Maria Goretti che ora è al suo posto e nel cui oratorio è inglobata parte dell'edificio scomparso. Con il tempo se ne è persa la memoria e l'uso di chiamare quella zona Cascina de' Pomi ha fatto si che il nome fosse poi attribuito all'edificio che le stava dirimpetto. L'edificio originale con la denominazione corretta è visibile nella nella Carta di Manovra dell'IGM del 1878 pubblicata in questa pagina. 

#### Ponte Seveso
Ponte Seveso (Pont Seves in dialetto milanese, AFI: [ˈpũːt ˈseːves]) è un quartiere compreso all'interno di Greco, che si sviluppa a sud di esso.

## Monumenti e luoghi d’interesse
La locale parrocchia risale al 1445.

## Infrastrutture e trasporti
- Linea M1: stazione di Rovereto
- Linea M3: stazione di Sondrio

Il quartiere di Greco è lambito a sud dalla circonvallazione esterna (viale Lunigiana e viale Brianza), a est dal viale Monza ed è attraversato dalla via Emilio de Marchi, la prosecuzione via Melchiorre Gioia.
Nel quartiere è presente una stazione della linea M1 della metropolitana di Milano, Rovereto, che si trova presso la località un tempo chiamata Molinetto di Greco; le stazioni di Pasteur e Loreto ricadono nel territorio storicamente parte del comune di Greco Milanese, benché oggi il quartiere di Loreto venga considerato quartiere a sé stante. Anche la stazione di Greco Pirelli ricade in un territorio che era storicamente parte del comune: tale stazione si trova nel territorio dell'antico comune di Segnano, comune che è stato fuso con Greco nel 1757; al giorno d'oggi, comunque, tale stazione viene considerata erroneamente parte del quartiere della Bicocca.
Varie linee di autobus e tram, gestite da ATM, collegano Greco ai quartieri limitrofi e il centro di Milano.